# Dewey Readmore Books
Dewey Readmore Books (18 tháng 11 năm 1987 - 29 tháng 11 năm 2006) là mèo thư viện ở Spencer, Iowa, Thư viện công cộng.
Bị bỏ rơi trong hộp ở trước thư viện vào tháng 1 năm 1988, nó được thư viện nhận nuôi và thu hút sự chú ý của địa phương cho câu chuyện của mình ngay sau đó. Danh tiếng của anh nhanh chóng phát triển trên toàn quốc, sau đó là quốc tế, và nó được đặc cách trong nhiều phương tiện khác nhau, bao gồm chương trình phát thanh của Paul Harvey The Rest of the Story và một bộ phim tài liệu Nhật Bản về mèo.
Câu chuyện của nó trở nên nổi tiếng đến nỗi, sau khi nó chết vào tháng 11 năm 2006, cáo phó của Dewey đã được đăng trên hơn 270 tờ báo trên toàn thế giới. Người chăm sóc của Dewey, thủ thư Vicki Myron, đã xuất bản một cuốn sách về cuộc đời của Dewey vào năm 2008, với tựa đề Dewey: The Cat-Town Library Cat Who Touched the World, trở thành cuốn sách bán chạy nhất của New York Times. Nó đã được dịch sang nhiều ngôn ngữ. Tác giả đã điều chỉnh nó nhằm cho ra mắt hai phiên bản trẻ em. Ngoài ra, cô đã viết phần tiếp theo là Dewey's Nine Lives (2010) và năm đó cũng xuất bản một cuốn sách thiếu nhi thứ ba, Dewey's Christmas at the Library.

## Nổi tiếng toàn thế giới
Năm 1990, Myron cho Dewey vào một cuộc thi ảnh thú cưng từ thiện tại Spencer's Shopko như một cách để quảng bá thư viện; Dewey đã giành chiến thắng trong cuộc thi sau khi nhận được hơn 80% số phiếu. Chiến thắng của Dewey đã được đề cập trong Sổ đăng ký Des Moines, dẫn đến sự công khai của địa phương và nhà nước trên báo in và trên truyền hình, và thư viện không bao giờ nỗ lực để tăng sự công khai của Dewey bên ngoài khu vực địa phương. Sự xuất hiện trên tạp chí Country tháng 6 / tháng 7 năm 1990 đã đưa câu chuyện của Dewey trở thành đề tài của quốc gia, sau đó mười một người tự nhận là người đã để Dewey ở thư viện để bảo vệ nó khỏi cái lạnh.
Dewey được công nhận nhiều hơn nữa khi ông được xuất hiện trong bộ phim tài liệu Puss in Books cuối thập niên 1990 của Gary Roma, và danh tiếng của nó lan rộng ra quốc tế. Dewey có hình ảnh in trên lịch, và được thảo luận trong một chương trình phát thanh của Paul Harvey mang tên: The Rest of the Story vào tháng 6 năm 1999. Năm 2004, Dewey xuất hiện trong một bộ phim tài liệu của Nhật Bản và có được sự tôn trọng đến từ đất nước đó. Nổi bật trên bưu thiếp được bán bởi Thư viện công cộng Friends of Spencer, đến năm 2005 Dewey đã giúp gây quỹ 4000 đô la cho tổ chức này.

## Qua đời
Đầu đời, Dewey được chẩn đoán mắc phình đại tràng, dự kiến sẽ rút ngắn tuổi thọ của nó. Tình trạng trở nên trầm trọng hơn khi Dewey từ chối ăn các loại thực phẩm sẽ làm giảm tình trạng này vì nó kén ăn. Những năm sau đó, nó cũng bị viêm khớp. Vào tháng 10 năm 2006, nó được phát hiện mắc bệnh cường giáp. Ngay trước ngày 18 tháng 11, anh được chẩn đoán bị khối u dạ dày gây đau đớn. Myron đã quyết định cho an tử Dewey vào ngày 29 tháng 11. Dù vậy, mèo Dewey có tuổi quy ra khoảng hơn 90 năm tuổi người.